# Crisippo (Euripide)
Crisippo (Ἰνώ) è una tragedia perduta composta da Euripide nel V secolo a.C., presumibilmente nel 409 e rappresentata con Enomao e Le Fenicie.

## Trama
Possiamo probabilmente ricostruire la trama da un passo di Plutarco:
dormiva, avendo estratto la sua spada trafisse Crisippo con quell’arma. E Laio, sospettato a causa della spada, fu salvato da Crisippo moribondo, che rivelò la verità; Pelope lo seppellì ed esiliò Ippodamia»
(trad. A. D'Andria)
Il passo più esteso a noi rimasto è un elogio, in anapesti, della Terra e del Cielo che regolano i cicli di generazione e decadimento attraverso i quali passa la materia, probabilmente le riflessioni consolatorie, rivolte a Pelope nell’ultimo stasimo, sulla morte del giovane Crisippo:
Terra grandissima ed Etere di Zeus, 

lui padre degli uomini e degli dei,

mentre lei, accolte le umide gocce della pioggia 

genera uomini,

genera vegetazione e razze di animali;

per questo motivo a ragione

è considerata madre di tutto.

Ritorna di nuovo alla terra

ciò che dalla terra proviene,

mentre ciò che è derivato da etereo seme

torna di nuovo al polo celeste.

Niente muore di ciò che nasce,

ma ciascuna cosa si separa dall’altra

e mostra una forma differente.»
(trad. A. D'Andria)